# Орасио Муњоз
Орасио Муњоз (18. мај 1896 — 23. октобар 1976) био је чилеански фудбалер који је играо као нападач. Изабран је као део чилеанске фудбалске репрезентације на првом светском првенству у фудбалу одиграном у Уругвају 1930. године.
Био је брат колеге фудбалера Бартола Муњоза, са којим је делио каријеру у Артуру и националном тиму.

## Биографија
Рођен је 1896. у граду Колико, који припада старој комуни Kарампангуе, садашњој општини Арауко.
Брат колеге фудбалера Бартоломеа Муњоза, познатог као Бартоло. Од младости су били део спортског клуба Артуро. Изузетан учинак обојице на турниру где су били шампиони, допринео је позиву за наступ чиленаском националном тиму за првенство Јужне Америке 1917. године.
Преминуо је 1976. године, сахрањен на Општем гробљу Сантијаго.

## Национална селекција
Био је део чилеанског националног тима између 1917. и 1930. Његов први позив био је за јужноамеричко првенство 1917. године, где је екипа имала врло лош учинак. Поново је учествовао на првенству Јужне Америке 1919., међутим, тим је поново имао лош учинак. За првенство Јужне Америке 1920, где је домаћин био Чиле, у свим мечевима је био члан стартне поставе. У јужноамеричком првенству 1926. године, такође код куће, играо је само против Аргентине где је Чиле одиграо нерешено са гаучосима.
Био је позван за Светско првенство у фудбалу 1930, међутим, није учествовао ни у једном мечу на том турниру.